# مكتب المراهنات (فلم 1916)
مكتب المراهنات (بالإنجليزية: The Pawnshop)، يعرف أيضا بأسم (تشارلي عند المرابي)، وهو فيلم كوميدي أمريكي صامت من عام 1916 بطولة تشارلي تشابلن تم إنتاجه في شركة موتوال فيلم.

## طاقم التمثيل
- تشارلي تشابلن - مساعد المرتهن
- هنري بيرغمان - المرتهن
- إدنا بيرفيانس - ابنته
- جون راند - مساعد المرتهن
- ألبرت أوستن - الزبون مع ساعة
- ويسلي روجلز - الزبون مع خاتم
- اريك كامبل - اللص

## وصلات خارجية
- مقالات تستعمل روابط فنية بلا صلة مع ويكي بيانات
- The Pawnshop at Internet Archive